# Centre d'interprétation des tours archiépiscopales
Le Centre d'Interprétation des Tours Archiépiscopales (CITA)  (Centro de Interpretación das Torres Arcebispais (CITA)) est un musée de Pontevedra, en Espagne créé en 2010 dans l'ancien fossé du palais-forteresse des Tours Archiépiscopales dans la vieille ville. Le musée est axé sur l'interprétation de ce qui était l'un des plus importants monuments et structures défensives de la ville, les tours de l'archevêque, qui faisaient partie des Remparts de Pontevedra.

## Historique
Lors des fouilles archéologiques préalables au réaménagement de l'Avenue Sainte-Marie, qui ont commencé en 2008, on a découvert des murs bien conservés qui formaient le fossé défensif de l'ancienne forteresse médiévale des archevêques de Saint-Jacques-de-Compostelle, construite au XIIe siècle et démolie à la fin du XIXe siècle.
La mairie a décidé de construire un musée souterrain, car cette trouvaille se trouvait à environ 5 mètres en dessous du niveau actuel de la rue. Le musée a été appelé CITA et il a été ouvert le 13 août 2010,.

### Les Tours Archiépiscopales
Les premiers bâtiments datent de 1180. Ferdinand II a fait don de la ville et de la forteresse à l'archevêché de Saint-Jacques-de-Compostelle. Au cours du Moyen Âge, le nombre de bâtiments a augmenté. Une grande forteresse fut donc construite face à la mer avec un grand fossé défensif et son pont-levis sur le côté opposé.
Cette forteresse était la résidence des archevêques de Saint-Jacques-de-Compostelle lorsqu'ils visitaient Pontevedra et des rois de Portugal. Elle était composée de deux grandes tours, l'une d'elles crénelée et d'un troisième corps dans lequel les grandes salles prédominaient. La prison archiépiscopale était située dans son sous-sol.
La forteresse a subi ses premiers dommages entre 1474 et 1477 à la suite de la guerre entre Alonso II de Fonseca, archevêque de Saint-Jacques-de-Compostelle et Pedro Álvarez de Sotomayor, plus connu sous le nom de Pedro Madruga.
En 1719, la forteresse fut presque détruite par les Anglais lors de leur attaque sur Pontevedra, ne laissant debout que la grande tour de l'Hommage, qui devint plus tard la prison de la ville.
En 1872 et 1873, lors d'un conseil tenu pour essayer d'ouvrir de nouveaux espaces dans la ville, les dirigeants ont décidé de démolir les remparts et les tours qui étaient encore debout.

## Description

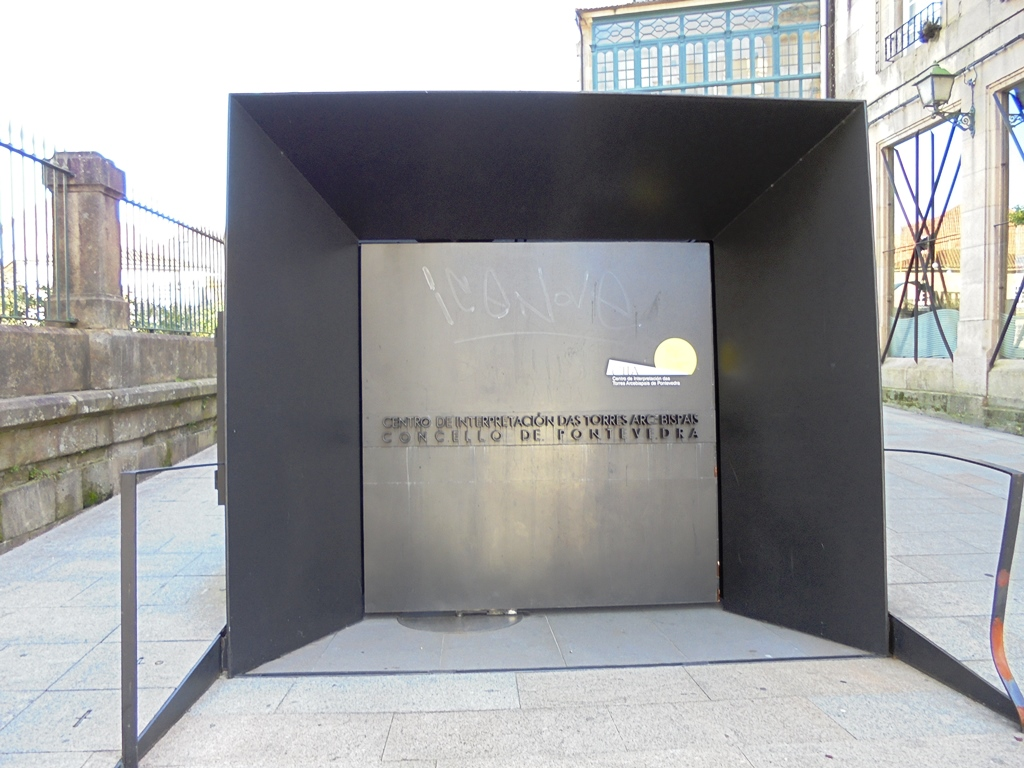
Entrée du musée.

Le musée est géré par la municipalité et occupe une superficie de 715 mètres carrés. Sur les côtés du musée, les murs intérieurs et extérieurs de la forteresse sont présentés dans une pénombre calculée. La structure comprend les piliers d'un pont-levis pour l'accès à la forteresse et des vestiges archéologiques. Le CITA ne dispose que d'un seul point d'accès en surface, sous la forme d'une entrée de métro vitrée.

### Expositions
Le musée est divisé en trois parties :
À l'entrée, des écrans tactiles donnent des informations sur la forteresse médiévale et moderne de Pontevedra ainsi que sur la construction du palais-forteresse reconstruit sur un modèle tactile.
La partie centrale est consacrée à l'appréciation de la escarpe et de la contrescarpe et aux caractéristiques défensives du bâtiment.  Cette partie montre des écrans interactifs avec des cartes de la ville et le pont-levis et quelques boules de pierre de catapulte  et quelques pièces de céramique trouvées dans les fouilles.
Enfin, une projection montrant un audiovisuel tridimensionnel est projetée en arrière-plan.

## Voir également